# Elektromechanik
Die Elektromechanik ist ein Teilgebiet der Elektrotechnik, das sich vor allem mit der Erzeugung mechanischer Vorgänge mit Hilfe elektrischer Antriebe befasst. Diese mechanischen Vorgänge können alle Größenordnungen von der Verstellung eines Zeigers bis hin zum Motorantrieb umfassen, ebenso zahlreiche Anwendungszwecke von der Informatik bis hin zur Großenergietechnik.
Das Gebiet der „Elektromechanik“ überschneidet sich dabei vielfach mit enger spezialisierten Gebieten wie dem Elektromaschinenbau, der Elektroinstallation, der Elektronik, der Informationstechnik sowie der elektrischen Steuerungstechnik, Feinmechanik und dem Maschinenbau. Das Zusammenspiel der Elektromechanik mit der Informationstechnik wird durch die interdisziplinäre Mechatronik abgedeckt.

## Bauteile und ihre Anwendung

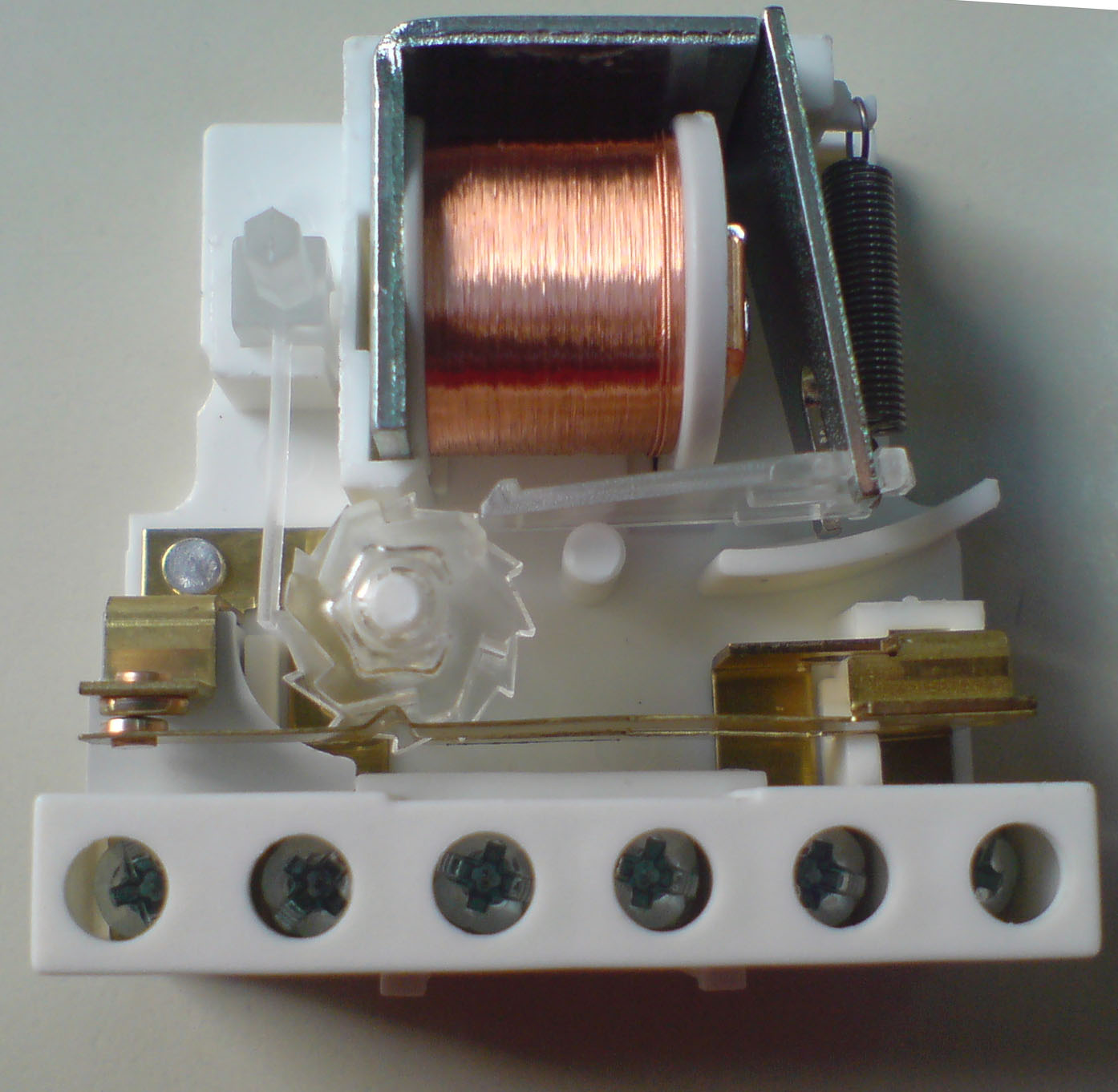
Elektromechanische Baugruppe

Klassische Bauteile der Elektromechanik sind vor allem der Schalter, das Relais, der Elektromagnet und der Elektromotor.

Symbole für elektromechanische Bauelemente
Relais (Allgemeines Symbol)
Wechselstromrelais
Antrieb eines Stützrelais

Klassische Beispiele für die Anwendung der Elektromechanik sind elektrische Messgeräte mit mechanischen Anzeigeteilen, Drehwähler wie z. B. der Hebdrehwähler in den frühen fernmeldetechnischen Vermittlungsstellen oder auch die von Konrad Zuse entwickelten Rechenmaschinen Zuse Z1 bis Zuse Z22 bzw. Z23.
Elektromechanische Stellwerke nehmen manuelle Eingaben u. a. über mechanisch gekoppelte Drehhebel entgegen und geben eine haptische Rückmeldung darüber, ob ein Stellvorgang sicher ausgeführt werden kann. Stellanweisungen an die Außenanlage sowie Zustandsabfragen und die Übermittlung von Informationen an benachbarte Stellwerke erfolgen elektrisch.
Moderne Anwendungen sind z. B. Teleskopantriebe oder Aktoren der Lineartechnik, die als Stellantrieb zur Ventilsteuerung eingesetzt werden können (siehe auch Elektromotorischer Antrieb für Rohrleitungsarmaturen) oder aus denen z. B. ein kompletter Hexapod aufgebaut werden kann. Auch Lautsprecher zählen zu den elektromechanischen Wandlern.

## Geschichte
Der erste Elektromotor wurde 1822 von Michael Faraday erfunden, nur ein Jahr nach der Entdeckung von Hans Christian Ørsted, dass der Fluss von elektrischem Strom ein proportionales Magnetfeld erzeugt. Dieser frühe Motor war einfach ein Draht, der teilweise in ein Quecksilberglas mit einem Magneten am Boden eingetaucht war. Wenn der Draht an eine Batterie angeschlossen wurde, entstand ein Magnetfeld, und diese Wechselwirkung mit dem vom Magneten erzeugten Magnetfeld brachte den Draht zum Drehen.
Zehn Jahre später wurde der erste elektrische Generator erfunden, wiederum von Michael Faraday. Dieser Generator bestand aus einem Magneten, der eine Drahtspule durchlief und einen Strom erzeugte, der mit einem Galvanometer gemessen wurde. Faradays Forschungen und Experimente zur Elektrizität bilden die Grundlage für die meisten heute bekannten modernen elektromechanischen Prinzipien.
Das Interesse an der Elektromechanik wuchs mit der Erforschung der Fernkommunikation. Die rasante Produktionssteigerung der Industriellen Revolution ließ einen Bedarf an intrakontinentaler Kommunikation entstehen, so dass die Elektromechanik ihren Weg in den öffentlichen Dienst fand. Die Relais haben ihren Ursprung in der Telegrafie, als elektromechanische Geräte zur Signalverarbeitung von Telegrafensignalen eingesetzt wurden. Der Hebdrehwähler von Almon Strowger, der Paneel-Schalter und ähnliche Vorrichtungen waren in frühen automatischen Telefonzentralen weit verbreitet. Kreuzschienenschalter wurden erstmals Mitte des 20. Jahrhunderts in Schweden, den Vereinigten Staaten, Kanada und Großbritannien in großem Umfang installiert und verbreiteten sich schnell in der übrigen Welt.
Die elektromechanischen Systeme erlebten von 1910 bis 1945 einen gewaltigen Entwicklungssprung, als die Welt zweimal in einen globalen Krieg verwickelt wurde. Im Ersten Weltkrieg kam es zu einem explosionsartigen Anstieg neuer elektromechanischer Systeme, als Scheinwerfer und Funkgeräte von allen Ländern eingesetzt wurden. Bis zum Zweiten Weltkrieg hatten die Länder ihre Militärs auf die Vielseitigkeit und Leistungsfähigkeit der Elektromechanik ausgerichtet und zentralisiert. Ein Beispiel dafür ist der Wechselstromgenerator, der in den 1950er Jahren für den Betrieb von Militärausrüstung entwickelt und in den 1960er Jahren für Automobile verwendet wurde. Das Amerika der Nachkriegszeit profitierte in hohem Maße von der Entwicklung der Elektromechanik durch das Militär, da die Hausarbeit schnell durch elektromechanische Systeme wie Mikrowellen, Kühlschränke und Waschmaschinen ersetzt wurde. Das Mechanische Fernsehen des späten 19. Jahrhunderts war allerdings weniger erfolgreich.
Elektrische Schreibmaschinen entwickelten sich bis in die 1980er Jahre als "Schreibmaschinen mit Kraftunterstützung". Sie enthielten ein einziges elektrisches Bauteil, den Motor. Wo früher der Tastendruck einen Schreibbalken direkt bewegt hatte, schaltete er nun ein mechanisches Gestänge ein, das die mechanische Kraft vom Motor auf den Schreibbalken lenkte. Dies galt auch für die spätere IBM '‘Selectric’’ (s. Schreibmaschinen-Kugelkopf).
In den Bell Labs wurde 1946 der Bell-Computer Modell V entwickelt, ein elektromechanisches Gerät auf Relaisbasis; die Zyklen dauerten Sekunden. Noch 1968 wurden elektromechanische Systeme für einen Flugsteuerungscomputer ernsthaft in Erwägung gezogen, bis mit dem Central Air Data Computer ein auf Integrierten Schaltkreisen basierendes Gerät eingeführt wurde.

## Berufe
Ein Elektromechaniker als Handwerker war damit eine Allroundfachkraft im Gebiet der Elektrotechnik. Zunehmend wurde das Tätigkeitsgebiet der Elektromechanik jedoch durch die Umstellung von steuerungs- und informations- sowie auch energietechnischen Systemen auf rein elektrisch bzw. „elektronisch“ wirkende Vorgänge eingeengt. Das führte dazu, dass die berufsspezifische Ausbildung zum Elektromechaniker in Deutschland seit dem 1. August 2003 nicht mehr möglich ist. Sie wurde abgelöst durch die Ausbildungen
- Systemelektroniker/in und
- Elektroniker/in – Automatisierungstechnik (Handwerk)